# Fedett pályás atlétikai Európa-bajnokok listája
A fedett pályás atlétikai Európa-bajnokságok győzteseinek listája.

## Férfi

### 50 m-es, 60 m-es, 400 m-es, 800 m-es és 1500 m-es síkfutás
| Év, helyszín | 50 m-es síkfutás            | 60 m-es síkfutás            | 400 m-es síkfutás          | 800 m-es síkfutás          | 1500 m-es síkfutás                |
| ------------ | --------------------------- | --------------------------- | -------------------------- | -------------------------- | --------------------------------- |
| 1966         |                             | Barrie Kelly (GBR)          | Hartmut Koch (GDR)         | Noel Carroll (IRL)         | John Whetton (GBR)                |
| 1967         | Pasquale Giannattasio (ITA) |                             | Manfred Kinder (FRG)       | Noel Carroll (IRL)         | John Whetton (GBR)                |
| 1968         | Jobst Hirscht (FRG)         |                             | Andrzej Badeński (POL)     | Noel Carroll (IRL)         | John Whetton (GBR)                |
| 1969         | Zenon Nowosz (POL)          |                             | Jan Balachowski (POL)      | Dieter Fromm (GDR)         | Edgard Salvé (BEL)                |
| 1970         |                             | Valerij Borzov (URS)        | Aleksandr Bratchikov (URS) | Yevgeniy Arzhanov (URS)    | Henryk Szordykowski (POL)         |
| 1971         |                             | Valerij Borzov (URS)        | Andrzej Badeński (POL)     | Yevgeniy Arzhanov (URS)    | Henryk Szordykowski (POL)         |
| 1972         | Valerij Borzov (URS)        |                             | Georg Nückles (FRG)        | Jozef Plachý (TCH)         | Jacky Boxberger (FRA)             |
| 1973         |                             | Zenon Nowosz (POL)          | Luciano Sušanj (YUG)       | Francis Gonzalez (FRA)     | Henryk Szordykowski (POL)         |
| 1974         |                             | Valerij Borzov (URS)        | Fons Brijdenbach (BEL)     | Luciano Sušanj (YUG)       | Henryk Szordykowski (POL)         |
| 1975         |                             | Valerij Borzov (URS)        | Hermann Köhler (FRG)       | Gerhard Stolle (GDR)       | Thomas Wessinghage (FRG)          |
| 1976         |                             | Valerij Borzov (URS)        | Yanko Bratanov (BUL)       | Ivo Van Damme (BEL)        | Paul-Heinz Wellmann (FRG)         |
| 1977         |                             | Valerij Borzov (URS)        | Fons Brijdenbach (BEL)     | Sebastian Coe (GBR)        | Jürgen Straub (GDR)               |
| 1978         |                             | Nyikolaj Kolesznyikov (URS) | Pietro Mennea (ITA)        | Markku Taskinen (FIN)      | Antti Loikkanen (FIN)             |
| 1979         |                             | Marian Woronin (POL)        | Karel Kolář (TCH)          | Antonio Páez (ESP)         | Eamonn Coghlan (IRL)              |
| 1980         |                             | Marian Woronin (POL)        | Nikolay Chernetskiy (URS)  | Roger Milhau (FRA)         | Thomas Wessinghage (FRG)          |
| 1981         | Marian Woronin (POL)        |                             | Andreas Knebel (GDR)       | Herbert Wursthorn (FRG)    | Thomas Wessinghage (FRG)          |
| 1982         |                             | Marian Woronin (POL)        | Pavel Konovalov (URS)      | Antonio Páez (ESP)         | José Luis González (ESP)          |
| 1983         |                             | Stefano Tilli (ITA)         | Yevgeniy Lomtev (URS)      | Colomán Trabado (ESP)      | Thomas Wessinghage (FRG)          |
| 1984         |                             | Christian Haas (GER)        | Sergey Lovachov (URS)      | Donato Sabia (ITA)         | Peter Wirz (SUI)                  |
| 1985         |                             | Mike McFarlane (GBR)        | Todd Bennett (GBR)         | Rob Harrison (GBR)         | José Luis González (ESP)          |
| 1986         |                             | Ronald Desruelles (BEL)     | Thomas Schönlebe (GDR)     | Peter Braun (FRG)          | José Luis González (ESP)          |
| 1987         |                             | Marian Woronin (POL)        | Todd Bennett (GBR)         | Rob Druppers (NED)         | Han Kulker (NED)                  |
| 1988         |                             | Linford Christie (GBR)      | Jens Carlowitz (GDR)       | David Sharpe (GBR)         | Ari Suhonen (FIN)                 |
| 1989         |                             | Andreas Berger (AUT)        | Cayetano Cornet (ESP)      | Steve Heard (GBR)          | Hervé Phélippeau (FRA)            |
| 1990         |                             | Linford Christie (GBR)      | Norbert Dobeleit (FRG)     | Tom McKean (GBR)           | Jens-Peter Herold (GDR)           |
| 1992         |                             | Jason Livingston (GBR)      | Slobodan Branković (YUG)   | Luis Javier González (ESP) | Matthew Yates (GBR)               |
| 1994         |                             | Colin Jackson (GBR)         | Du'aine Ladejo (GBR)       | Andrey Loginov (RUS)       | David Strang (GBR)                |
| 1996         |                             | Marc Blume (GER)            | Du'aine Ladejo (GBR)       | Roberto Parra (ESP)        | Mateo Cañellas (ESP)              |
| 1998         |                             | Ángelosz Pavlakákisz (GRE)  | Ruslan Mashchenko (RUS)    | Nils Schumann (GER)        | Rui Silva (POR)                   |
| 2000         |                             | Jason Gardener (GBR)        | Iliya Dzhivondov (BUL)     | Yuriy Borzakovskiy (RUS)   | José Antonio Redolat (ESP)        |
| 2002         |                             | Jason Gardener (GBR)        | Marek Plawgo (POL)         | Paweł Czapiewski (POL)     | Rui Silva (POR)                   |
| 2005         |                             | Jason Gardener (GBR)        | David Gillick (IRL)        | Dmitriy Bogdanov (RUS)     | Ivan Heshko (UKR)                 |
| 2007         |                             | Jason Gardener (GBR)        | David Gillick (IRL)        | Arnoud Okken (NED)         | Juan Carlos Higuero (ESP)         |
| 2009         |                             | Dwain Chambers (GBR)        | Johan Wissman (SWE)        | Yuriy Borzakovskiy (RUS)   | Rui Silva (POR)                   |
| 2011         |                             | Francis Obikwelu (POR)      | Leslie Djhone (FRA)        | Adam Kszczot (POL)         | Manuel Olmedo (ESP)               |
| 2013         |                             | Jimmy Vicaut (FRA)          | Pavel Maslák (CZE)         | Adam Kszczot (POL)         | Mahiedine Mekhissi-Benabbad (FRA) |
| 2015         |                             | Richard Kilty (GBR)         | Pavel Maslák (CZE)         | Marcin Lewandowski (POL)   | Jakub Holuša (CZE)                |
| 2017         |                             | Richard Kilty (GBR)         | Pavel Maslák (CZE)         | Adam Kszczot (POL)         | Marcin Lewandowski (POL)          |
| 2019         |                             | Ján Volko (SVK)             | Karsten Warholm (NOR)      | Álvaro de Arriba (SPA)     | Marcin Lewandowski (POL)          |
| 2021         |                             | Marcell Jacobs (ITA)        | Óscar Husillos (SPA)       | Patryk Dobek (POL)         | Jakob Ingebrigtsen (NOR)          |
| 2023         |                             | Samuele Ceccarelli (ITA)    | Karsten Warholm (NOR)      | Adrián Ben (SPA)           | Jakob Ingebrigtsen (NOR)          |
| 2025         |                             |                             |                            |                            |                                   |
| 2027         |                             |                             |                            |                            |                                   |

### 3000 m-es síkfutás, 50 m-es és 60 m-es gátfutás és 4 × 400 méteres váltófutás
| Év, helyszín | 3000 m-es síkfutás       | 50 m-es gátfutás    | 60 m-es gátfutás              | 4 × 400 méteres váltófutás |
| ------------ | ------------------------ | ------------------- | ----------------------------- | -------------------------- |
| 1966         | Harald Norpoth (FRG)     |                     | Eddy Ottoz (ITA)              |                            |
| 1967         | Werner Girke (FRG)       | Eddy Ottoz (ITA)    |                               |                            |
| 1968         | Viktor Kudinskiy (URS)   | Eddy Ottoz (ITA)    |                               |                            |
| 1969         | Ian Stewart (GBR)        | Alan Pascoe (GBR)   |                               |                            |
| 1970         | Ricky Wilde (GBR)        |                     | Günther Nickel (FRG)          |                            |
| 1971         | Peter Stewart (GBR)      |                     | Eckart Berkes (FRG)           |                            |
| 1972         | Juris Grustins (URS)     | Guy Drut (FRA)      |                               |                            |
| 1973         | Emiel Puttemans (BEL)    |                     | Frank Siebeck (GDR)           |                            |
| 1974         | Emiel Puttemans (BEL)    |                     | Anatolij Mosiasvili (URS)     |                            |
| 1975         | Ian Stewart (GBR)        |                     | Leszek Wodzynski (POL)        |                            |
| 1976         | Ingo Sensburg (FRG)      |                     | Viktor Mjasznyikov (URS)      |                            |
| 1977         | Karl Fleschen (FRG)      |                     | Thomas Munkelt (GDR)          |                            |
| 1978         | Markus Ryffel (SUI)      |                     | Thomas Munkelt (GDR)          |                            |
| 1979         | Markus Ryffel (SUI)      |                     | Thomas Munkelt (GDR)          |                            |
| 1980         | Karl Fleschen (FRG)      |                     | Jurij Cservanov (URS)         |                            |
| 1981         | Alex Gonzalez (FRA)      | Arto Bryggare (FIN) |                               |                            |
| 1982         | Patriz Ilg (FRG)         |                     | Alekszandr Pucskov (URS)      |                            |
| 1983         | Dragan Zdravković (YUG)  |                     | Thomas Munkelt (GDR)          |                            |
| 1984         | Lubomír Tesáček (TCH)    |                     | Romuald Giegiel (POL)         |                            |
| 1985         | Bob Verbeeck (BEL)       |                     | Bakos György (HUN)            |                            |
| 1986         | Dietmar Millonig (AUT)   |                     | Javier Moracho (ESP)          |                            |
| 1987         | José Luis González (ESP) |                     | Arto Bryggare (FIN)           |                            |
| 1988         | José Luis González (ESP) |                     | Aleš Höffer (TCH)             |                            |
| 1989         | Dieter Baumann (FRG)     |                     | Colin Jackson (GBR)           |                            |
| 1990         | Eric Dubus (FRA)         |                     | Igors Kazanovs (URS)          |                            |
| 1992         | Gennaro Di Napoli (ITA)  |                     | Igors Kazanovs (LAT)          |                            |
| 1994         | Kim Bauermeister (GER)   |                     | Colin Jackson (GBR)           |                            |
| 1996         | Anacleto Jiménez (ESP)   |                     | Igors Kazanovs (LAT)          |                            |
| 1998         | John Mayock (GBR)        |                     | Igors Kazanovs (LAT)          |                            |
| 2000         | Mark Carroll (IRL)       |                     | Staņislavs Olijars (LAT)      | Csehország                 |
| 2002         | Alberto García (ESP)     |                     | Colin Jackson (GBR)           | Lengyelország              |
| 2005         | Alistair Cragg (IRL)     |                     | Ladji Doucouré (FRA)          | Franciaország              |
| 2007         | Cosimo Caliandro (ITA)   |                     | Gregory Sedoc (NED)           | Nagy-Britannia             |
| 2009         | Mo Farah (GBR)           |                     | Ladji Doucouré (FRA)          | Olaszország                |
| 2011         | Mo Farah (GBR)           |                     | Petr Svoboda (CZE)            | Franciaország              |
| 2013         | Hayle Ibrahimov (AZE)    |                     | Szergej Subenkov (RUS)        | Nagy-Britannia             |
| 2015         | Ali Kaya (TUR)           |                     | Pascal Martinot-Lagarde (FRA) | Belgium                    |
| 2017         | Adel Mechaal (SPA)       |                     | Andrew Pozzi (GBR)            | Lengyelország              |
| 2019         | Jakob Ingebrigtsen (NOR) |                     | Milan Trajkovic (CYP)         | Belgium                    |
| 2021         | Jakob Ingebrigtsen (NOR) |                     | Wilhem Belocian (FRA)         | Hollandia                  |
| 2023         | Jakob Ingebrigtsen (NOR) |                     | Jason Joseph (SUI)            | Belgium                    |
| 2025         |                          |                     |                               |                            |
| 2027         |                          |                     |                               |                            |

### Magasugrás, távolugrás és hármasugrás
| Év, helyszín | Magasugrás                | Távolugrás                  | Hármasugrás                |
| ------------ | ------------------------- | --------------------------- | -------------------------- |
| 1966         | Valeriy Skvortsov (URS)   | Igor Ter-Ovaneszjan (URS)   | Şerban Ciochină (ROM)      |
| 1967         | Anatoliy Moroz (URS)      | Lynn Davies (GBR)           | Petr Nemšovský (TCH)       |
| 1968         | Valeriy Skvortsov (URS)   | Igor Ter-Ovaneszjan (URS)   | Nikolay Dudkin (URS)       |
| 1969         | Valentin Gavrilov (URS)   | Klaus Beer (GDR)            | Nikolay Dudkin (URS)       |
| 1970         | Valentin Gavrilov (URS)   | Tonu Lepik (URS)            | Viktor Saneyev (URS)       |
| 1971         | Major István (HUN)        | Hans Baumgartner (FRG)      | Viktor Saneyev (URS)       |
| 1972         | Major István (HUN)        | Max Klauss (GDR)            | Viktor Saneyev (URS)       |
| 1973         | Major István (HUN)        | Hans Baumgartner (FRG)      | Carol Corbu (ROM)          |
| 1974         | Kestutis Sapka (URS)      | Jean-François Bonheme (FRA) | Michal Joachimovski (POL)  |
| 1975         | Vladimír Malý (TCH)       | Jacques Rousseau (FRA)      | Viktor Saneyev (URS)       |
| 1976         | Sergey Senyukov (URS)     | Jacques Rousseau (FRA)      | Viktor Saneyev (URS)       |
| 1977         | Jacek Wszoła (POL)        | Hans Baumgartner (FRG)      | Viktor Saneyev (URS)       |
| 1978         | Vladimir Yashchenko (URS) | Szalma László (HUN)         | Anatoliy Piskulin (URS)    |
| 1979         | Vladimir Yashchenko (URS) | Vladimir Tsepelyov (URS)    | Gennadiy Valyukevich (URS) |
| 1980         | Dietmar Mögenburg (FRG)   | Ronald Desruelles (BEL)     | Bakosi Béla (HUN)          |
| 1981         | Roland Dalhäuser (SUI)    | Rolf Bernhard (SUI)         | Shamil Abbyasov (URS)      |
| 1982         | Dietmar Mögenburg (FRG)   | Henry Lauterbach (GDR)      | Bakosi Béla (HUN)          |
| 1983         | Carlo Thränhardt (FRG)    | Szalma László (HUN)         | Nikolay Musiyenko (URS)    |
| 1984         | Dietmar Mögenburg (FRG)   | Jan Leitner (TCH)           | Grigoriy Yemets (URS)      |
| 1985         | Patrik Sjöberg (SWE)      | Pálóczi Gyula (HUN)         | Hriszto Markov (BUL)       |
| 1986         | Dietmar Mögenburg (FRG)   | Robert Emmiyan (URS)        | Māris Bružiks (URS)        |
| 1987         | Patrik Sjöberg (SWE)      | Robert Emmiyan (URS)        | Serge Hélan (FRA)          |
| 1988         | Patrik Sjöberg (SWE)      | Frans Maas (NED)            | Oleg Sakirkin (URS)        |
| 1989         | Dietmar Mögenburg (FRG)   | Emiel Mellaard (NED)        | Nikolay Musiyenko (URS)    |
| 1990         | Artur Partyka (POL)       | Dietmar Haaf (FRG)          | Igor Lapshin (URS)         |
| 1992         | Patrik Sjöberg (SWE)      | Dmitry Bogryanov (RUS)      | Leonyid Volosin (EUN)      |
| 1994         | Dalton Grant (GBR)        | Dietmar Haaf (GER)          | Leonyid Volosin (RUS)      |
| 1996         | Dragutin Topić (YUG)      | Mattias Sunneborn (SWE)     | Máris Bružiks (LAT)        |
| 1998         | Artur Partyka (POL)       | Olexiy Lukashevych (UKR)    | Jonathan Edwards (GBR)     |
| 2000         | Vyacheslav Voronin (RUS)  | Petar Dachev (BUL)          | Charles Friedek (GER)      |
| 2002         | Staffan Strand (SWE)      | Raúl Fernández (ESP)        | Christian Olsson (SWE)     |
| 2005         | Stefan Holm (SWE)         | Joan Lino Martínez (ESP)    | Igor Spasovkhodskiy (RUS)  |
| 2007         | Stefan Holm (SWE)         | Andrew Howe (ITA)           | Phillips Idowu (GBR)       |
| 2009         | Ivan Ukhov (RUS)          | Sebastian Bayer (GER)       | Fabrizio Donato (ITA)      |
| 2011         | Ivan Ukhov (RUS)          | Sebastian Bayer (GER)       | Teddy Tamgho (FRA)         |
| 2013         | Sergey Mudrov (RUS)       | Aleksandr Menkov (RUS)      | Daniele Greco (ITA)        |
| 2015         | Danyiil Ciplakov (RUS)    | Michel Tornéus (SWE)        | Nelson Évora (POR)         |
| 2017         | Sylwester Bednarek (POL)  | Izmir Smajlaj (ALB)         | Nelson Évora (POR)         |
| 2019         | Gianmarco Tamberi (ITA)   | Miltiadis Tentoglou (GRE)   | Nazim Babayev (AZE)        |
| 2021         | Maksim Nedasekau (BLR)    | Miltiadis Tentoglou (GRE)   | Pedro Pichardo (POR)       |
| 2023         | Douwe Amels (NED)         | Miltiadis Tentoglou (GRE)   | Pedro Pichardo (POR)       |
| 2025         |                           |                             |                            |
| 2027         |                           |                             |                            |

### Rúdugrás, súlylökés és hétpróba
| Év, helyszín | Rúdugrás                    | Súlylökés                  | Hétpróba                 |
| ------------ | --------------------------- | -------------------------- | ------------------------ |
| 1966         | Gennadiy Bliznetsov (URS)   | Varjú Vilmos (HUN)         |                          |
| 1967         | Igor Feld (URS)             | Nikolay Karasyov (URS)     |                          |
| 1968         | Wolfgang Nordwig (GDR)      | Heinfried Birlenbach (FRG) |                          |
| 1969         | Wolfgang Nordwig (GDR)      | Heinfried Birlenbach (FRG) |                          |
| 1970         | François Tracanelli (FRA)   | Hartmut Briesenick (GDR)   |                          |
| 1971         | Wolfgang Nordwig (GDR)      | Hartmut Briesenick (GDR)   |                          |
| 1972         | Wolfgang Nordwig (GDR)      | Hartmut Briesenick (GDR)   |                          |
| 1973         | Renato Dionisi (ITA)        | Jaroslav Brabec (TCH)      |                          |
| 1974         | Tadeusz Ślusarski (POL)     | Geoff Capes (GBR)          |                          |
| 1975         | Antti Kalliomaki (FIN)      | Valcho Stoev (BUL)         |                          |
| 1976         | Yuriy Prokhorenko (URS)     | Geoff Capes (GBR)          |                          |
| 1977         | Władyslaw Kozakiewicz (POL) | Hreinn Halldorsson (ISL)   |                          |
| 1978         | Tadeusz Ślusarski (POL)     | Reijo Ståhlberg (FIN)      |                          |
| 1979         | Władyslaw Kozakiewicz (POL) | Reijo Ståhlberg (FIN)      |                          |
| 1980         | Konstantin Volkov (URS)     | Zlatan Saračević (YUG)     |                          |
| 1981         | Thierry Vigneron (FRA)      | Reijo Ståhlberg (FIN)      |                          |
| 1982         | Viktor Spassov (URS)        | Vladimir Milic (YUG)       |                          |
| 1983         | Vladimir Polyakov (URS)     | Janis Bojars (URS)         |                          |
| 1984         | Thierry Vigneron (FRA)      | Janis Bojars (URS)         |                          |
| 1985         | Szerhij Bubka (URS)         | Remigius Machura (TCH)     |                          |
| 1986         | Atanas Tarev (BUL)          | Werner Günthör (SUI)       |                          |
| 1987         | Thierry Vigneron (FRA)      | Ulf Timmermann (GDR)       |                          |
| 1988         | Radion Gataullin (URS)      | Remigius Machura (TCH)     |                          |
| 1989         | Grigoriy Yegorov (URS)      | Ulf Timmermann (GDR)       |                          |
| 1990         | Radion Gataullin (URS)      | Klaus Bodenmüller (AUT)    |                          |
| 1992         | Pyotr Bochkaryov (RUS)      | Oleksandr Bagach (UKR)     | Christian Plaziat (FRA)  |
| 1994         | Pyotr Bochkaryov (RUS)      | Oleksandr Bagach (UKR)     | Christian Plaziat (FRA)  |
| 1996         | Dmitriy Markov (BLR)        | Paolo Dal Soglio (ITA)     | Erki Nool (EST)          |
| 1998         | Tim Lobinger (GER)          | Sven Oliver Buder (GER)    | Sebastian Chmara (POL)   |
| 2000         | Aleksander Averbukh (ISR)   | Timo Aaltonen (FIN)        | Tomáš Dvořák (CZE)       |
| 2002         | Tim Lobinger (GER)          | Manuel Martinez (ESP)      | Roman Šebrle (CZE)       |
| 2005         | Igor Pavlov (RUS)           | Joachim Olsen (DEN)        | Roman Šebrle (CZE)       |
| 2007         | Danny Ecker (GER)           | Mikuláš Konopka (SVK)      | Roman Šebrle (CZE)       |
| 2009         | Renaud Lavillenie (FRA)     | Tomasz Majewski (POL)      | Mikk Pahapill (EST)      |
| 2011         | Renaud Lavillenie (FRA)     | Ralf Bartels (GER)         | Andrei Krauchanka (BLR)  |
| 2013         | Renaud Lavillenie (FRA)     | Asmir Kolašinac (SRB)      | Eelco Sintnicolaas (NED) |
| 2015         | Renaud Lavillenie (FRA)     | David Storl (GER)          | Ilja Skurenyov (RUS)     |
| 2017         | Piotr Lisek (POL)           | Konrad Bukowiecki (POL)    | Kevin Mayer (FRA)        |
| 2019         | Paweł Wojciechowski (POL)   | Michał Haratyk (POL)       | Jorge Ureña (SPA)        |
| 2021         | Armand Duplantis (SWE)      | Tomáš Staněk (CZE)         | Kevin Mayer (FRA)        |
| 2023         | Sondre Guttormsen (NOR)     | Zane Weir (ITA)            | Kevin Mayer (FRA)        |
| 2025         |                             |                            |                          |
| 2027         |                             |                            |                          |

## Női

### 50 m-es, 60 m-es, 400 m-es, 800 m-es és 1500 m-es síkfutás
| 50 m-es síkfutás | 60 m-es síkfutás       | 400 m-es síkfutás          | 800 m-es síkfutás           | 1500 m-es síkfutás          |                              |
| ---------------- | ---------------------- | -------------------------- | --------------------------- | --------------------------- | ---------------------------- |
| 1966             |                        | Nemesházi Margit (HUN)     | Helga Henning (FRG)         | Szabó-Nagy Zsuzsa (HUN)     |                              |
| 1967             | Nemesházi Margit (HUN) |                            | Karin Wallgren (SWE)        | Karin Kessler (FRG)         |                              |
| 1968             | Sylviane Telliez (FRA) |                            | Natalya Pechonkina (URS)    | Karin Burneleit (GDR)       |                              |
| 1969             | Irena Szewińska (POL)  |                            | Colette Besson (FRA)        | Barbara Wieck (GDR)         |                              |
| 1970             |                        | Renate Stecher (GDR)       | Marilyn Neufville (GBR)     | Maria Sykora (AUT)          |                              |
| 1971             |                        | Renate Stecher (GDR)       | Vera Popkova (URS)          | Hildegard Falck (FRG)       | Margaret Beacham (GBR)       |
| 1972             | Renate Stecher (GDR)   |                            | Christel Frese (FRG)        | Gunhild Hoffmeister (GDR)   | Tamara Pangelova (URS)       |
| 1973             |                        | Annegret Richter (FRG)     | Verona Bernard (GBR)        | Stefka Yordanova (BUL)      | Ellen Tittel (FRG)           |
| 1974             |                        | Renate Stecher (GDR)       | Jelica Pavličić (YUG)       | Elżbieta Katolik (POL)      | Tonka Petrova (BUL)          |
| 1975             |                        | Andrea Lynch (GDR)         | Verona Elder (GBR)          | Anita Barkusky (GDR)        | Natalia Andrei (ROM)         |
| 1976             |                        | Linda Haglund (SWE)        | Rita Wilden (FRG)           | Nikolina Shtereva (BUL)     | Brigitte Kraus (FRG)         |
| 1977             |                        | Marlies Göhr (GDR)         | Marita Koch (GDR)           | Jane Colebrook (GBR)        | Mary Stewart (GBR)           |
| 1978             |                        | Marlies Göhr (GDR)         | Marina Sidorova (URS)       | Ulrike Bruns (GDR)          | Ileana Silai (ROM)           |
| 1979             |                        | Marlies Göhr (GDR)         | Verona Elder (GBR)          | Nikolina Shtereva (BUL)     | Natalia Marasescu (ROM)      |
| 1980             |                        | Szofka Popova (BUL)        | Elke Decker (FRG)           | Jolanta Januchta (POL)      | Tamara Koba (URS)            |
| 1981             | Szofka Popova (BUL)    |                            | Jarmila Kratochvílová (TCH) | Hildegard Ullrich (GDR)     | Agnese Possamai (ITA)        |
| 1982             |                        | Marlies Göhr (GDR)         | Jarmila Kratochvílová (TCH) | Doina Melinte (ROM)         | Gabriella Dorio (ITA)        |
| 1983             |                        | Marlies Göhr (GDR)         | Jarmila Kratochvílová (TCH) | Svetlana Kitova (URS)       | Brigitte Kraus (FRG)         |
| 1984             |                        | Beverly Kinch (GBR)        | Taťána Kocembová (TCH)      | Milena Matejkovičová (TCH)  | Fiţa Lovin (ROM)             |
| 1985             |                        | Nelli Cooman (NED)         | Sabine Busch (GDR)          | Ella Kovacs (ROM)           | Doina Melinte (ROM)          |
| 1986             |                        | Nelli Cooman (NED)         | Sabine Busch (GDR)          | Sigrun Ludwigs (GDR)        | Svetlana Kitova (URS)        |
| 1987             |                        | Nelli Cooman (NED)         | Mariya Pinigina (URS)       | Christine Wachtel (GDR)     | Sandra Gasser (SUI)          |
| 1988             |                        | Nelli Cooman (NED)         | Petra Müller (GDR)          | Sabine Zwiener (FRG)        | Doina Melinte (ROM)          |
| 1989             |                        | Nelli Cooman (NED)         | Sally Gunnell (GBR)         | Doina Melinte (ROM)         | Paula Ivan (ROM)             |
| 1990             |                        | Ulrike Sarvari (GER)       | Marina Shmonina (URS)       | Lyubov Gurina (URS)         | Doina Melinte (ROM)          |
| 1992             |                        | Zsanna Tarnopolszka (RUS)  | Sandra Myers (ESP)          | Ella Kovacs (ROM)           | Yekaterina Podkopayeva (EUN) |
| 1994             |                        | Nelli Fiere-Cooman (NED)   | Svetlana Goncharenko (RUS)  | Natalya Dukhnova (BLR)      | Yekaterina Podkopayeva (RUS) |
| 1996             |                        | Ekateríni Thánu (GRE)      | Grit Breuer (GER)           | Patricia Djaté (FRA)        | Carla Sacramento (POR)       |
| 1998             |                        | Melanie Paschke (GER)      | Grit Breuer (GER)           | Ludmila Formanová (CZE)     | Theresia Kiesl (AUT)         |
| 2000             |                        | Ekateríni Thánu (GRE)      | Svetlana Pospelova (RUS)    | Stephanie Graf (AUT)        | Violeta Szekely (ROM)        |
| 2002             |                        | Kim Gevaert (BEL)          | Natalya Antyukh (RUS)       | Jolanda Čeplak (SLO)        | Yekaterina Puzanova (RUS)    |
| 2005             |                        | Kim Gevaert (BEL)          | Svetlana Pospelova (RUS)    | Larisa Chzhao (RUS)         | Elena Iagăr (ROM)            |
| 2007             |                        | Kim Gevaert (BEL)          | Nicola Sanders (GBR)        | Oksana Zbrozhek (RUS)       | Lidia Chojecka (POL)         |
| 2009             |                        | Jevgenyija Poljakova (RUS) | Antonyina Krivosapka (RUS)  | Mariya Savinova (RUS)       | Anna Alminova (RUS)          |
| 2011             |                        | Oleszja Povh (UKR)         | Denisa Rosolová (CZE)       | Jenny Meadows (GBR)         | Yelena Arzhakova (RUS)       |
| 2013             |                        | Tezdzsan Naimova (BUL)     | Perri Shakes-Drayton (GBR)  | Nataliya Lupu (UKR)         | Abeba Aregawi (SWE)          |
| 2015             |                        | Dafne Schippers (NED)      | Natalija Pihida (UKR)       | Selina Büchel (SUI)         | Sifan Hassan (NED)           |
| 2017             |                        | Asha Philip (GBR)          | Floria Gueï (FRA)           | Selina Büchel (SUI)         | Laura Muir (GBR)             |
| 2019             |                        | Ewa Swoboda (POL)          | Léa Sprunger (SUI)          | Shelayna Oskan-Clarke (GBR) | Laura Muir (GBR)             |
| 2021             |                        | Ajla Del Ponte (SUI)       | Femke Bol (NED)             | Keely Hodgkinson (GBR)      | Elise Vanderelst (BEL)       |
| 2023             |                        | Mujinga Kambundji (SUI)    | Femke Bol (NED)             | Keely Hodgkinson (GBR)      | Laura Muir (GBR)             |
| 2025             |                        |                            |                             |                             |                              |
| 2027             |                        |                            |                             |                             |                              |

### 3000 m-es síkfutás, 50 m-es és 60 m-es gátfutás és 4 × 400 méteres váltófutás
| Év, helyszín | 3000 m-es síkfutás       | 50 m-es gátfutás       | 60 m-es gátfutás             | 4 × 400 méteres váltófutás |
| ------------ | ------------------------ | ---------------------- | ---------------------------- | -------------------------- |
| 1966         |                          |                        | Irina Press (URS)            |                            |
| 1967         |                          | Karin Balzer (GDR)     |                              |                            |
| 1968         |                          | Karin Balzer (GDR)     |                              |                            |
| 1969         |                          | Karin Balzer (GDR)     |                              |                            |
| 1970         |                          |                        | Karin Balzer (GDR)           |                            |
| 1971         |                          |                        | Karin Balzer (GDR)           |                            |
| 1972         |                          | Annelie Ehrhardt (GDR) |                              |                            |
| 1973         |                          |                        | Annelie Ehrhardt (GDR)       |                            |
| 1974         |                          |                        | Annerose Fiedler (POL)       |                            |
| 1975         |                          |                        | Grazyna Rabsztyn (POL)       |                            |
| 1976         |                          |                        | Grazyna Rabsztyn (POL)       |                            |
| 1977         |                          |                        | Ljubov Nyikityenko (URS)     |                            |
| 1978         |                          |                        | Johanna Schaller-Klier (GDR) |                            |
| 1979         |                          |                        | Danuta Perka (POL)           |                            |
| 1980         |                          |                        | Zofia Bielczyk (POL)         |                            |
| 1981         |                          | Zofia Bielczyk (POL)   |                              |                            |
| 1982         | Agnese Possamai (ITA)    |                        | Kerstin Knabe (GDR)          |                            |
| 1983         | Yelena Sipatova (URS)    |                        | Bettine Jahn (GDR)           |                            |
| 1984         | Brigitte Kraus (FRG)     |                        | Lucyna Kalek (POL)           |                            |
| 1985         | Agnese Possamai (ITA)    |                        | Cornelia Oschkenat (GDR)     |                            |
| 1986         | Ines Bibernell (GDR)     |                        | Cornelia Oschkenat (GDR)     |                            |
| 1987         | Yvonne Murray (GBR)      |                        | Jordanka Donkova (BUL)       |                            |
| 1988         | Elly van Hulst (NED)     |                        | Cornelia Oschkenat (GDR)     |                            |
| 1989         | Elly van Hulst (NED)     |                        | Jordanka Donkova (BUL)       |                            |
| 1990         | Elly van Hulst (NED)     |                        | Ljudmila Narozsilenko (URS)  |                            |
| 1992         | Margareta Keszeg (ROM)   |                        | Ljudmila Narozsilenko (URS)  |                            |
| 1994         | Fernanda Ribeiro (POR)   |                        | Jordanka Donkova (BUL)       |                            |
| 1996         | Fernanda Ribeiro (POR)   |                        | Patricia Girard-Léno (FRA)   |                            |
| 1998         | Szabó Gabriella (ROM)    |                        | Patricia Girard (FRA)        |                            |
| 2000         | Szabó Gabriella (ROM)    |                        | Linda Ferga (FRA)            | Oroszország                |
| 2002         | Marta Domínguez (ESP)    |                        | Linda Ferga (FRA)            | Lengyelország              |
| 2005         | Lidia Chojecka (POL)     |                        | Susanna Kallur (SWE)         | Oroszország                |
| 2007         | Lidia Chojecka (POL)     |                        | Susanna Kallur (SWE)         | Fehéroroszország           |
| 2009         | Alemitu Bekele (TUR)     |                        | Eline Berings (BEL)          | Oroszország                |
| 2011         | Helen Clitheroe (GBR)    |                        | Carolin Nytra (GER)          | Oroszország                |
| 2013         | Sara Moreira (POR)       |                        | Nevin Yanìt (TUR)            | Nagy-Britannia             |
| 2015         | Jelena Korobkina (RUS)   |                        | Alina Talaj (BLR)            | Franciaország              |
| 2017         | Laura Muir (GBR)         |                        | Cindy Roleder (GER)          | Lengyelország              |
| 2019         | Laura Muir (GBR)         |                        | Nadine Visser (NED)          | Lengyelország              |
| 2021         | Amy-Eloise Markovc (GBR) |                        | Nadine Visser (NED)          | Hollandia                  |
| 2023         | Hanna Klein (GER)        |                        | Reetta Hurske (FIN)          | Hollandia                  |
| 2025         |                          |                        |                              |                            |
| 2027         |                          |                        |                              |                            |

### Magasugrás, távolugrás és súlylökés
| Év, helyszín | Magasugrás                  | Távolugrás                   | Súlylökés                   |
| ------------ | --------------------------- | ---------------------------- | --------------------------- |
| 1966         | Iolanda Balaș (ROM)         | Tatyana Shchelkanova (URS)   | Margitta Gummel (GDR)       |
| 1967         | Taisiya Chenchik (URS)      | Berit Berthelsen (NOR)       | Nadezhda Chizhova (URS)     |
| 1968         | Rita Schmidt (GDR)          | Berit Berthelsen (NOR)       | Nadezhda Chizhova (URS)     |
| 1969         | Rita Schmidt (GDR)          | Irena Szewińska (POL)        | Marita Lange (GDR)          |
| 1970         | Ilona Gusenbauer (AUT)      | Viorica Viscopoleanu (ROM)   | Nadezhda Chizhova (URS)     |
| 1971         | Milada Karbanová (TCH)      | Heide Rosendahl (FRG)        | Nadezhda Chizhova (URS)     |
| 1972         | Rita Schmidt (GDR)          | Brigitte Roesen (FRG)        | Nadezhda Chizhova (URS)     |
| 1973         | Yordanka Blagoeva (BUL)     | Diana Yorgova (BUL)          | Helena Fibingerová (TCH)    |
| 1974         | Rosemarie Ackermann (GDR)   | Meta Antenen (SUI)           | Helena Fibingerová (TCH)    |
| 1975         | Rosemarie Ackerman (GDR)    | Dorina Catineanu (ROM)       | Marianne Adam (GDR)         |
| 1976         | Rosemarie Ackerman (GDR)    | Lidiya Alfeyeva (URS)        | Ivanka Khristova (BUL)      |
| 1977         | Sara Simeoni (ITA)          | Jarmila Nygrýnová (TCH)      | Helena Fibingerová (TCH)    |
| 1978         | Sara Simeoni (ITA)          | Jarmila Nygrýnová (TCH)      | Helena Fibingerová (TCH)    |
| 1979         | Mátay Andrea (HUN)          | Siegrun Siegl (GDR)          | Ilona Slupianek (GDR)       |
| 1980         | Sara Simeoni (ITA)          | Anna Włodarczyk (POL)        | Helena Fibingerová (TCH)    |
| 1981         | Sara Simeoni (ITA)          | Karin Hänel (FRG)            | Ilona Slupianek (GDR)       |
| 1982         | Ulrike Meyfarth (FRG)       | Sabine Everts (FRG)          | Verzhinia Vesselinova (BUL) |
| 1983         | Tamara Bykova (URS)         | Eva Murková (TCH)            | Helena Fibingerová (TCH)    |
| 1984         | Ulrike Meyfarth (FRG)       | Susan Hearnshaw (GBR)        | Helena Fibingerová (TCH)    |
| 1985         | Sztefka Kosztadinova (BUL)  | Galina Chistyakova (URS)     | Helena Fibingerová (TCH)    |
| 1986         | Andrea Bienias (GDR)        | Heike Drechsler (GDR)        | Claudia Losch (FRG)         |
| 1987         | Sztefka Kosztadinova (BUL)  | Heike Drechsler (GDR)        | Natalya Akhrimenko (URS)    |
| 1988         | Sztefka Kosztadinova (BUL)  | Heike Drechsler (GDR)        | Claudia Losch (FRG)         |
| 1989         | Alina Astafei (ROM)         | Galina Chistyakova (URS)     | Stephanie Storp (FRG)       |
| 1990         | Heike Henkel (FRG)          | Galina Chistyakova (URS)     | Claudia Losch (FRG)         |
| 1992         | Heike Henkel (FRG)          | Larysa Berezhna (RUS)        | Natalya Lisovskaya (RUS)    |
| 1994         | Sztefka Kosztadinova (BUL)  | Heike Drechsler (GER)        | Astrid Kumbernuss (GER)     |
| 1996         | Alina Astafei (GER)         | Renata Nielsen (DEN)         | Astrid Kumbernuss (GER)     |
| 1998         | Monica Iagar (ROM)          | Fiona May (ITA)              | Irina Korzhanenko (RUS)     |
| 2000         | Kajsa Bergqvist (SWE)       | Erica Johansson (SWE)        | Larisa Peleshenko (RUS)     |
| 2002         | Marina Kuptsova (RUS)       | Niki Xanthou (GRE)           | Vita Pavlysh (UKR)          |
| 2005         | Anna Csicserova (RUS)       | Naide Gomes (POR)            | Nadzeya Astapchuk (BLR)     |
| 2007         | Tia Hellebaut (BEL)         | Naide Gomes (POR)            | Assunta Legnante (ITA)      |
| 2009         | Ariane Friedrich (GER)      | Ksenija Balta (EST)          | Petra Lammert (GER)         |
| 2011         | Antonietta Di Martino (ITA) | Darja Igorevna Klisina (RUS) | Anna Avdeyeva (RUS)         |
| 2013         | Ruth Beitia (ESP)           | Darja Igorevna Klisina (RUS) | Christina Schwanitz (GER)   |
| 2015         | Marija Kucsina (RUS)        | Ivana Španović (SRB)         | Márton Anita (HUN)          |
| 2017         | Airinė Palšytė (LIT)        | Ivana Španović (SRB)         | Márton Anita (HUN)          |
| 2019         | Mariya Lasitskene (ANA)     | Ivana Španović (SRB)         | Radoslava Mavrodieva (BUL)  |
| 2021         | Jaroszlava Mahucsih (UKR)   | Maryna Bekh-Romanchuk (UKR)  | Auriol Dongmo (POR)         |
| 2023         | Jaroszlava Mahucsih (UKR)   | Jazmin Sawyers (GBR)         | Auriol Dongmo (POR)         |
| 2025         |                             |                              |                             |
| 2027         |                             |                              |                             |

### Rúdugrás, hármasugrás és ötpróba
| Év, helyszín | Rúdugrás                  | Hármasugrás               | Ötpróba                         |
| ------------ | ------------------------- | ------------------------- | ------------------------------- |
| 1990         |                           | Galina Chistyakova (URS)  |                                 |
| 1992         |                           | Inessa Kravets (EUN)      | Liliana Nastase (ROM)           |
| 1994         |                           | Inna Lasovskaya (RUS)     | Larisa Turchinskaya (RUS)       |
| 1996         | Vala Flosadottir (ISL)    | Iva Prandzheva (BUL)      | Yelena Lebedenko (RUS)          |
| 1998         | Anzhela Balakhonova (UKR) | Ashia Hansen (GBR)        | Urszula Wlodarczyk (POL)        |
| 2000         | Pavla Hamáčková (CZE)     | Tatyjana Lebegyeva (RUS)  | Karin Ertl (GER)                |
| 2002         | Szvetlana Feofanova (RUS) | Tereza Marinova (BUL)     | Yelena Prokhorova (RUS)         |
| 2005         | Jelena Iszinbajeva (RUS)  | Viktoriya Gurova (RUS)    | Carolina Klüft (SWE)            |
| 2007         | Szvetlana Feofanova (RUS) | Olesya Bufalova (RUS)     | Carolina Klüft (SWE)            |
| 2009         | Yuliya Golubchikova (RUS) | Anastasiya Taranova (RUS) | Anna Bogdanova (RUS)            |
| 2011         | Anzhela Balakhonova (UKR) | Simona La Mantia (ITA)    | Antoinette Nana Djimou (FRA)    |
| 2013         | Holly Bleasdale (GBR)     | Olha Szaladuha (UKR)      | Antoinette Nana Djimou (FRA)    |
| 2015         | Anzselika Sizdorova (RUS) | Jekatyerina Konyeva (RUS) | Katarina Johnson-Thompson (GBR) |
| 2017         | Katerina Stefanidi (GRE)  | Kristin Gierisch (GER)    | Nafissatou Thiam (BEL)          |
| 2019         | Anzhelika Sidorova (ANA)  | Ana Peleteiro (SPA)       | Katarina Johnson-Thompson (GBR) |
| 2021         | Angelica Moser (SUI)      | Patrícia Mamona (POR)     | Nafissatou Thiam (BEL)          |
| 2023         | Wilma Murto (FIN)         | Tuğba Danışmaz (TUR)      | Nafissatou Thiam (BEL)          |
| 2025         |                           |                           |                                 |
| 2027         |                           |                           |                                 |

## Gyaloglás
Korábban megrendezett, ma már az Európa-bajnokságon nem szereplő versenyszám.

| Év, helyszín | Férfi (5000 méter)           | Női (3000 méter)           |
| ------------ | ---------------------------- | -------------------------- |
| 1981         | Hartwig Gauder (GDR)         |                            |
| 1982         | Maurizio Damilano (ITA)      |                            |
| 1983         | Anatoliy Solomin (URS)       |                            |
| 1984         | Jozef Pribilinec (TCH)       | Natalya Dmitroshenko (URS) |
| 1985         | Jozef Pribilinec (TCH)       | María Reyes Sobrino (ESP)  |
| 1986         | Mikhail Schennikov (URS)     | Beate Anders (GDR)         |
| 1987         | Mikhail Schennikov (URS)     | Beate Anders (GDR)         |
| 1988         | Giovanni De Benedictis (ITA) | Alina Ivanova (RUS)        |
| 1989         | Mikhail Schennikov (RUS)     | Annarita Sidoti (ITA)      |